# بازخورد تغییر اقلیم
نمونه‌هایی از برخی اثرات گرمایش جهانی که می‌توانند منجر به افزایش (بازخوردهای مثبت) یا کاهش (بازخورد منفی) گرمایش جهانی شوند. مشاهدات و مطالعات مدل‌سازی نشان می‌دهند که بازخورد مثبت خالصی در گرمایش جهانی فعلی زمین در حال جریان است.
بازخوردهای تغییرات اقلیمی اثراتی ناشی از گرمایش جهانی هستند که نیروهایی را تقویت یا تضعیف می‌کنند که در ابتدا منجر به گرم شدن زمین شده‌اند. بازخوردهای مثبت گرمایش جهانی را افزایش می‌دهند و بازخوردهای منفی آن را تضعیف می‌کنند. بازخوردها در درک تغییرات اقلیمی اهمیت بالایی دارند چرا که در تعیین میزان حساسیت آب و هوا به نیروهای گرم‌کننده نقش مهمی بازی می‌کنند. عوامل اقلیمی و بازخوردها با تعامل با یکدیگر سرعت تغییرات اقلیمی را مشخص می‌کنند. بازخوردهای مثبت بزرگ، بسته به میزان و بزرگی تغییرات اقلیمی، می‌توانند منجر به بروز نقاط عطف سامانه‌های اقلیمی، تغییراتی ناگهانی و برگشت‌ناپذیر در نظام اقلیمی، شوند.
بازخورد مثبت اصلی در گرمایش جهانی افزایش میزان بخار آب موجود در جو زمین است که خود منجر به گرمایش بیشتر می‌شود. بازخوردهای اقلیمی مثبت شامل بازخوردهای مثبت چرخه کربن نیز می‌شوند که خود شامل انتشار متان قطبی از لجنزارهای خاک منجمد در حال ذوب و هیدرات‌ها، افزایش ناگهانی متان در جو زمین، تجزیه مواد، تجزیه زغال‌سنگ نارس، خشک شدن جنگل‌های بارانی، آتش‌سوزی جنگل‌ها و بیابان‌زایی است. دیگر بازخوردهای مثبت اقلیمی شامل بازخورد ابر، بازخورد ضریب انعکاس یخ و انتشار گاز می‌شود.
بازخوردهای اقلیمی منفی نیز شامل موارد زیرند: بازخوردهای منفی چرخه کربن (نقش اقیانوس‌ها، هوازدگی شیمیایی، تولید اولیه از طریق فتوسنتز) و تابش جسم سیاه. بازخورد منفی اصلی یا «پاسخ خنک‌کننده» از قانون استفان بولتزمن ناشی می‌شود که بر اساس آن مقدار گرمای ساطع شده از زمین به فضا با توان چهارم دمای سطح و جو زمین تغییر می‌کند. با این حال معمولاً، این پدیده به عنوان یک بازخورد در نظر گرفته نمی‌شود.
مشاهدات و مطالعات مدل‌سازی نشان می‌دهند که در سطح جهانی بازخوردهای مثبت بیشتر از بازخوردهای منفی‌اند و نشان‌دهنده بازخورد مثبت خالص گرمایش است.

## تعاریف و اصطلاحات
در علم آب و هوا، بازخوردی که گرمایش اولیه را تقویت می‌کند بازخورد مثبت و بازخوردی که گرمایش اولیه را تضعیف می‌کند بازخورد منفی نامیده می‌شود. برچسب مثبت یا منفی برای یک بازخورد به معنی خوب یا بد بودن آن نیست.
طبق واژه‌نامه IPCC بازخورد مثبت بازخوردی است که در آن نابه‌سامانی اولیه افزایش می‌یابد و به همین ترتیب بازخورد منفی بازخوردی که در آن نابه‌سامانی اولیه با ایجاد تغییراتی کاهش می‌یابد.

## بازخوردهای مثبت

### بازخورد بخار آب
اگر دمای جو زمین افزایش پیدا کند، نقطه اشباع فشار بخار آب افزایش می‌یابد و میزان بخار آب حاضر در جو بیشتر می‌شود. از آنجایی که بخار آب یک گاز گلخانه‌ای است، افزایش میزان بخار آب منجر به گرمایش بیشتر جو می‌شود. گرمایش جو ظرفیت نگهداری بخار آب را افزایش می‌دهد (بازخورد مثبت) و این چرخه تا زمان متوقف شدن توسط سایر فرایندها ادامه می‌یابد. نتیجه این پدیده اثر گلخانه‌ای بسیار بزرگتری از اثر دی‌اکسید کربن است. اگرچه این فرایند منجر به افزایش رطوبت مطلق هوا می‌شود اما رطوبت نسبی تقریباً ثابت می‌ماند یا حتی اندکی کاهش می‌یابد چرا که هوا گرم‌تر شده است.